# Knista landskommun
Knista landskommun var en tidigare kommun i Örebro län.

## Administrativ historik
Kommunen inrättades i Knista socken i Edsbergs härad i Närke när 1862 års kommunalförordningar trädde i kraft.
Den 23 mars 1906 inrättades Fjugesta municipalsamhälle i kommunen.
Vid kommunreformen 1952 gick Knista landskommun upp i Lekebergs landskommun som 1971 uppgick i Örebro kommun. Området kom senare 1995 att utbrytas och bilda Lekebergs kommun. Municipalsamhället upplöstes vid utgången av år 1962.

## Politik

### Mandatfördelning i Knista landskommun 1938-1946
| 10 | 2 | 5 | 3 |

| 20 |

| 10 | 2 | 5 | 3 |

| 20 |

| 10 | 3 | 5 | 2 |

| 20 |